# タンダ・ダムボート転覆事故
タンダ・ダムボート転覆事故（タンダ・ダムボートてんぷくじこ）は、2023年1月29日にパキスタンのカイバル・パクトゥンクワ州にあるタンダ・ダムのダム湖で発生したボート転覆事故。51人の死亡が確認された。

## 概要
事故に遭ったボートに乗っていたのはダムから約5キロメートル離れたイスラム神学校の7歳から14歳の生徒などで、生徒たちはダムに遠足で訪れていた。
51人の死者の内訳は、生徒ら49人と、教師、船長である。また、乗客のうち、生徒4人と教師1人の計5人が救助された。救助活動は寒波の影響によるダムの水の凍結のため、ダイバーを投入しての遺体収容作業は3日かかった。
原因は、乗客の過積載とみられている。ボートは20人から25人乗りで、定員を大幅に超過していた。同国内では老朽化した船を定員超過状態で運航し、転覆して乗客が溺死する事故が多発している。

## 反応
パキスタンのシャバズ・シャリフ首相は事件に対し遺憾の意を表明し、治療中の被害者に医療施設を提供するよう指示した。